# شهرداری دلچهو
شهرداری دلچهو (به لاتین: Delčevo Municipality) یک منطقهٔ مسکونی در مقدونیه شمالی است که در مقدونیه شمالی واقع شده‌است. شهرداری دلچهو ۴۲۲٫۳۹ کیلومتر مربع مساحت و ۱۷٬۵۰۵ نفر جمعیت دارد.